# Palazzo Massoni
Palazzo Massoni si trova in via dell'Angelo Custode 24 a Lucca.
Il palazzo venne edificato dal 1668 per Giovanni Controni. Nella prima metà del XIX secolo pervenne alla famiglia Massoni.
Particolarmente suggestivo è il giardino privato, nella forma seicentesca originaria. Quattro aiuole rialzate formano altrettanti riquadri, bordati da muriccioli ornati in stile grottesco, con ciottoli composti a mosaico, laterizi e numerosi mascheroni in marmo di pregevole fattura. Tale decorazione continua anche nella vasca che si trova addossata alle tre pareti che compongono il perimetro del giardino, chiuso a ovest dalla facciata posteriore del palazzo. Si formano così due vialetti ortogonali e quattro vialetti laterali dove si susseguono i mascheroni e le piante che sporgono dalle aiuole. In asse col portone del palazzo si trova sul muro frontale una grotticina con fontana composta da una figura femminile marmorea, due aquile e una vasca rettangolare con stemma, sostenuta da due statue di cani.

## Altre immagini

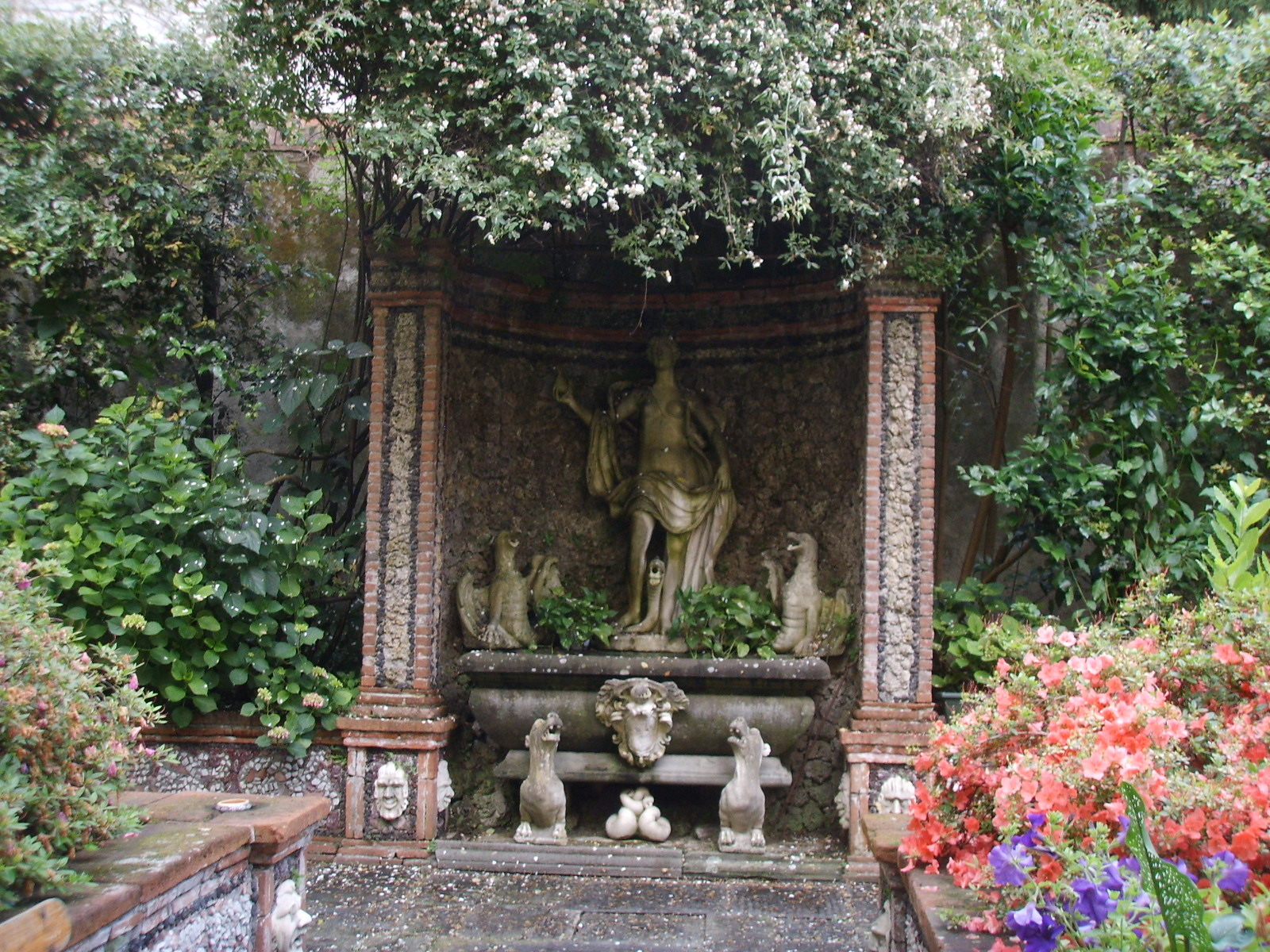
Il giardino di Palazzo Massoni
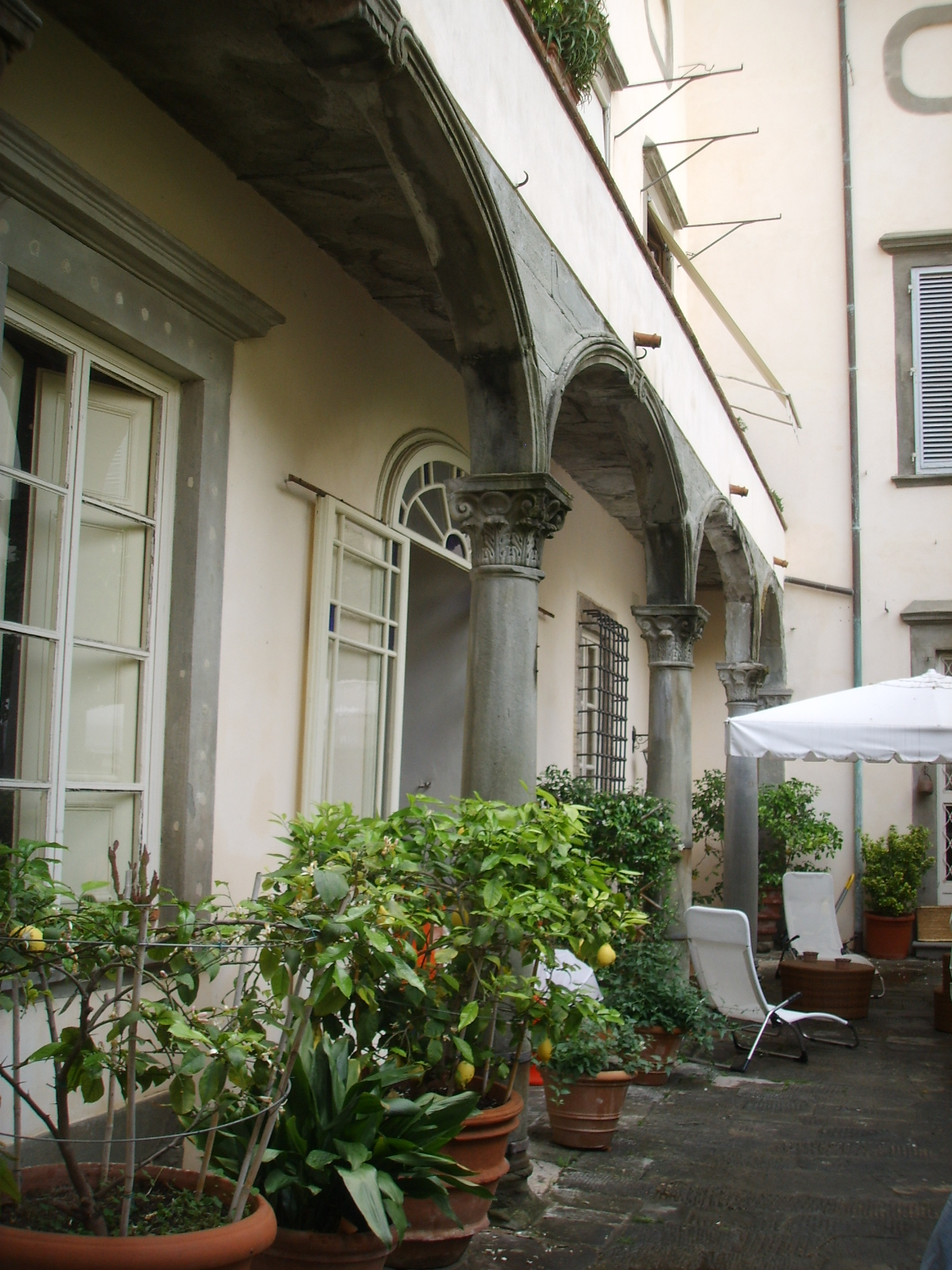
La loggetta nella facciata sul giardino
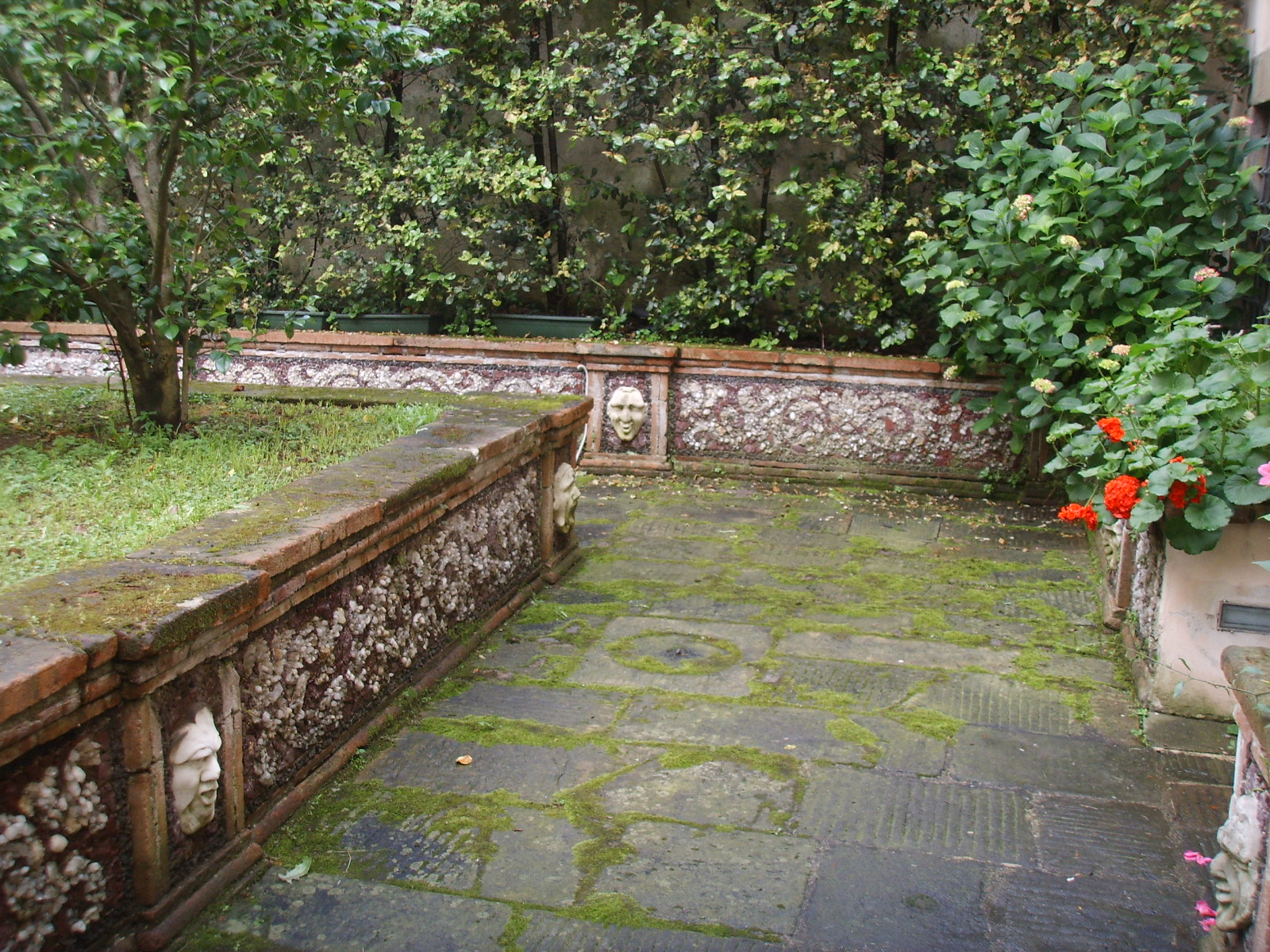
Vialetto
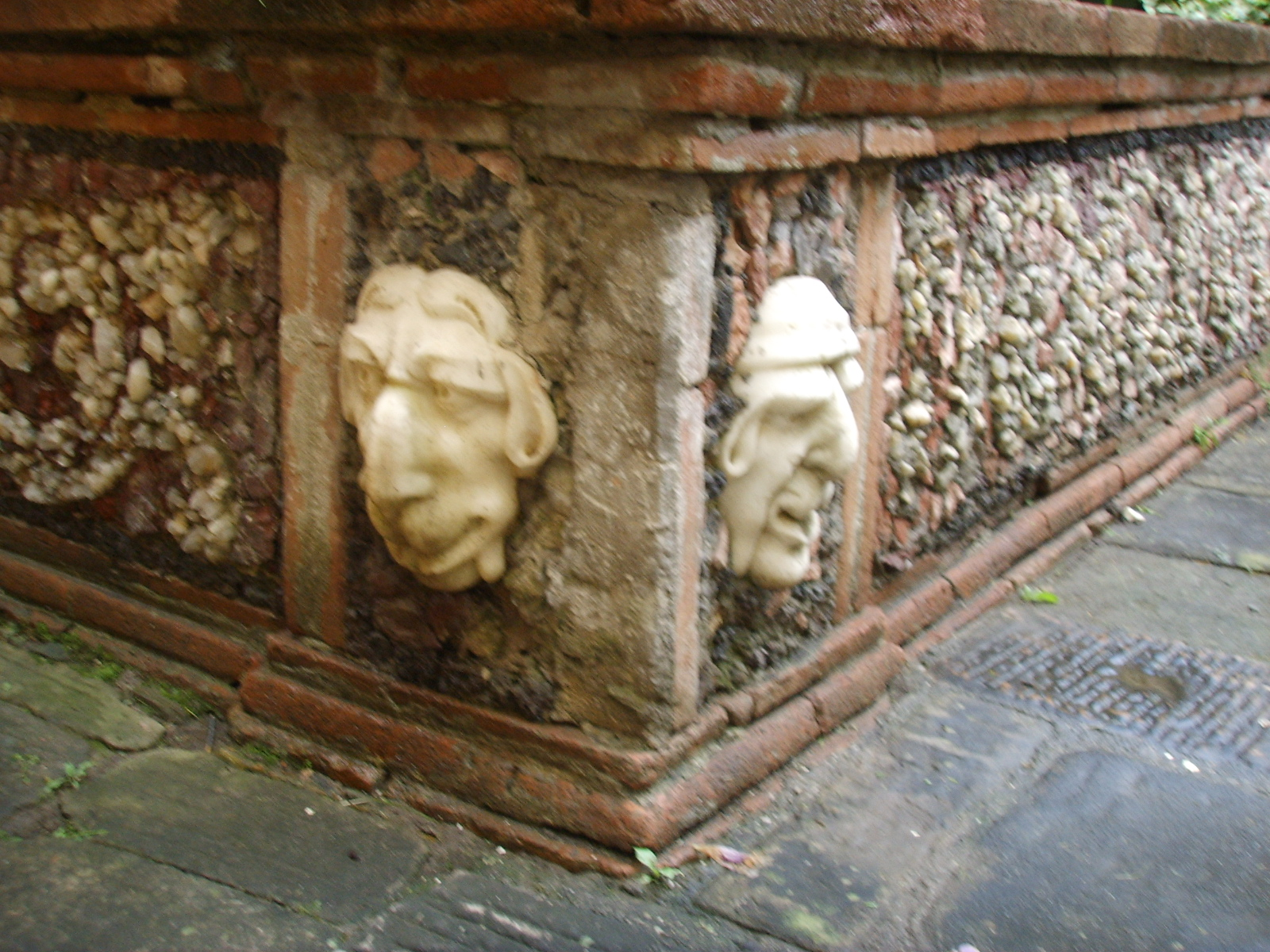
Mascheroni